# Novial
El novial es un Idioma artificial creado por el destacado lingüista danés Otto Jespersen con el fin de facilitar la comunicación entre los pueblos. La palabra novial proviene de la combinación del prefijo nov (nuevo) y las iniciales del término international auxiliary language (en español: lengua auxiliar internacional; por consiguiente, novial significa nueva lengua auxiliar internacional). Jespersen, quien previamente había participado en el diseño del idioma ido como sustitución del esperanto, diseñó el novial a partir de vocablos de lenguas romances y germánicas y una gramática muy cercana a la del idioma inglés y las lenguas germánicas.

## Historia
El idioma novial fue dado a conocer a la luz pública en el libro An International Language, el cual fue publicado por Jespersen en 1928. Posteriormente se introdujeron algunas reformas en su primer diccionario, Novial Lexike, el cual se publicó en 1930. Posteriormente Jespersen introdujo cambios en 1934 distinguiendo entre un novial fonético (versiones de 1928 y 1930) y uno ortográfico. Este último incorpora las letras Ç, S y Z pero que crearon problemas en la escritura que seguía un principio fonético, además de cambios en las terminaciones (afijos) que producen discrepancias morfológicas importantes. 
En 1934 la antigua revista en ido Mondo editada en Estocolmo cambia su nombre a Novialiste y sirve como órgano de discusión y difusión del nuevo idioma, cerrándose en 1939. Tras la muerte de Jespersen en 1943 el idioma dejó de obtener adeptos y quedó en el olvido hasta la década de los 1990 cuando gracias a Internet ganó nuevos adeptos. Recientemente una nueva versión de la lengua ha sido popularizada en la red bajo el nombre de novial 98.

## Gramática

### Alfabeto y pronunciación
El novial (según las versiones de 1928 y 1930 que son las aceptadas mayoritariamente como la norma) usa el alfabeto romano con ciertas modificaciones para adecuarla fonéticamente. Está compuesto por 26 letras (21 consonantes y 5 vocales). Distingue tres dígrafos que son: Ch, Sh y Qu. Esta última en vez de la Q. Para Ch y Sh, en el caso de la escritura, ambas son válidas si no se conoce o acuerda de la letra exacta. La C y Z se usan única y exclusivamente en nombres extranjeros.
| letra | AFI                                    |
| ----- | -------------------------------------- |
| A a   | [a]                                    |
| B b   | [b]                                    |
| C c   | Solo en nombres extranjeros [sʃ] o [k] |
| Ch ch | [ʧ] o [ʃ]                              |
| D d   | [d]                                    |
| E e   | [e] o [ɛ]                              |
| F f   | [f]                                    |

| letra | AFI       |
| ----- | --------- |
| G g   | [ɡ]       |
| H h   | [h]       |
| I i   | [i]       |
| J j   | [ʤ] o [ʒ] |
| K k   | [k]       |
| L l   | [l]       |
| M m   | [m]       |

| letra | AFI                |
| ----- | ------------------ |
| N n   | [n]                |
| O o   | [o] o ɒ            |
| P p   | [p]                |
| Qu qu | [kw] o [kv] o [ku] |
| R r   | [r] o [ɹ]          |
| S s   | [s] o [z]          |
| Sh sh | [ʃ] o [ʧ]          |

| letra | AFI                                   |
| ----- | ------------------------------------- |
| T t   | [t]                                   |
| U u   | [u]                                   |
| V v   | [v]                                   |
| W w   | [w] o [u] o [v]                       |
| X x   | [ks] o [gz]                           |
| Y     | [j]                                   |
| Z z   | Solo en nombres extranjeros [z] o [s] |

### Artículos
El artículo determinado es li, y es invariable. Se usa como en inglés.
No hay artículo indeterminado aunque se puede usar un (uno).

### Sustantivos
El plural se forma añadiendo -s al singular (-es si termina en consonante).
El acusativo se puede marcar de forma opcional añadiendo -m (-em después de consonante) o -sem (-esem después de consonante) en plural. También se permite el uso de la preposición em para indicarlo.
El genitivo se forma añadiendo -n (-en después de consonante) en singular y -sen (-esen después de consonante) en plural o con la preposición de.

### Adjetivos
Los adjetivos terminan en -i y preceden el nombre al que califican. No concuerdan en género ni en número pero reciben las terminaciones de los sustantivos si estos están ausentes.
El comparativo se forma con las partículas plu, tam y min delante del adjetivo. El superlativo se forma con las partículas maxim y minim antepuestas al adjetivo.

### Adverbios
Un adjetivo se puede convertir en adverbio al añadir -m tras la terminación del adjetivo.

### Pronombres personales
| Singular           | Singular   | Plural                 | Plural        |
| ------------------ | ---------- | ---------------------- | ------------- |
| yo                 | me         | nosotros               | nus           |
| tú                 | vu         | vosotros               | vus           |
| genérico, ella, él | le, la, lo | genérico, ellas, ellos | les, las, los |
| ello               | lu, lum    | genérico, ellas, ellos | lus           |

### Verbos
Los verbos no se conjugan por persona ni número. La mayoría de tiempos, modos y voces se expresan mediante verbos auxiliares antepuestos a la forma de la raíz del verbo principal. Los auxiliares siguen el mismo orden que sus equivalentes en inglés.

## Literatura
Debido a los cambios que sufrió el novial y a la aparición de la interlingua poco después de su creación (la cual la mayoría de novialistas pasaron a apoyar), no ha habido apenas producción literaria en este idioma. Cabe destacar Li Empereren novi vestes hecha por el propio Otto Jespersen y la traducción de dos capítulos de Li Sorsiere de Oz, hecha en 2005, así como Mikri Antologie, publicada por Vicente Costalago en 2022.